# Krystjo Sarafow

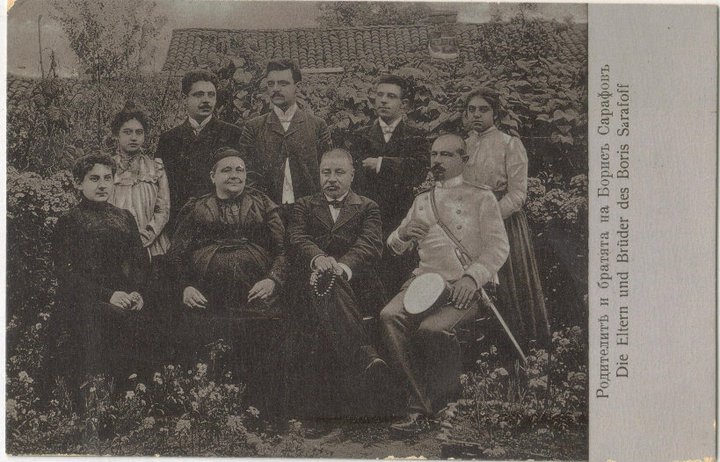
Krystjo Sarafow (trzeci od lewej, stojący) z rodziną

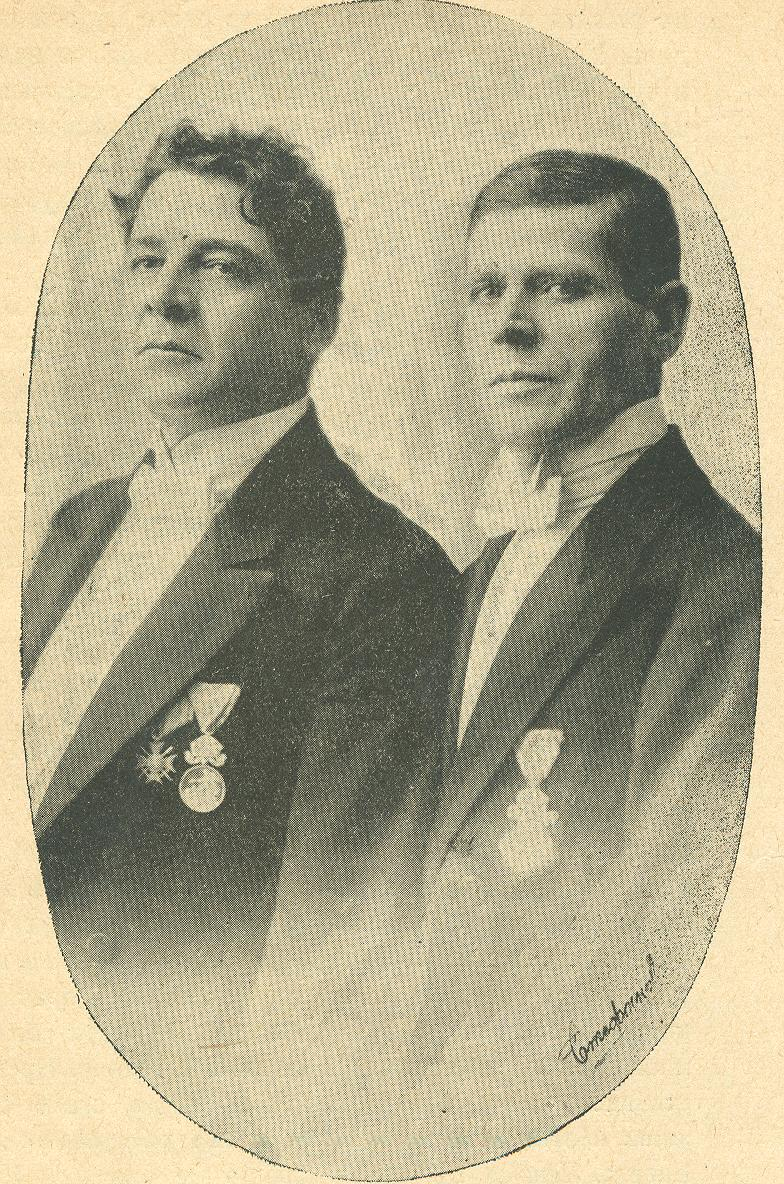
Krystjo Sarafow wraz z Borisem Pożarowem, 1921 r.

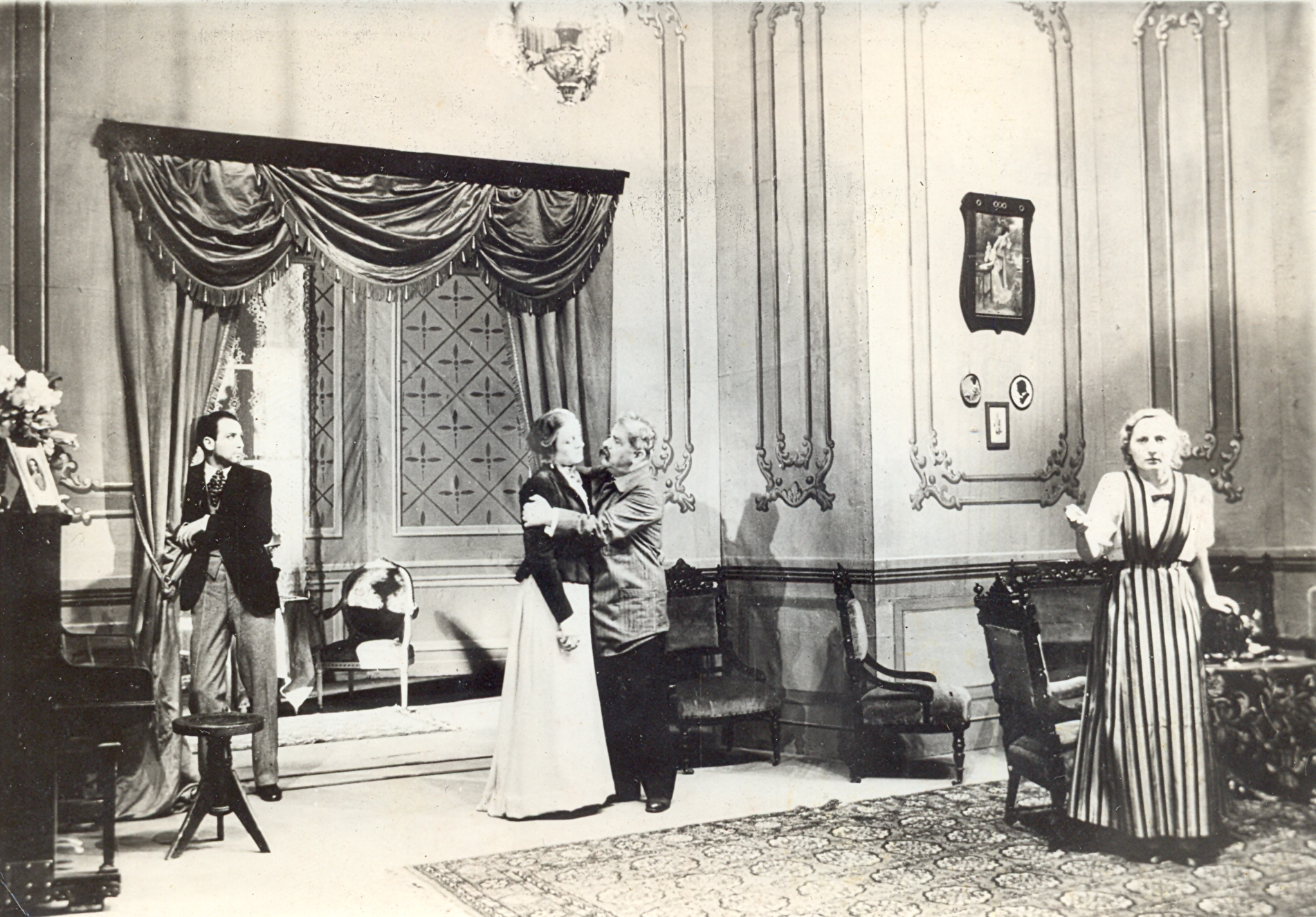
Krystjo Sarafow (pośrodku, trzymający kobietę) w czasie kadru do spektaklu Kogato grym udari Pejka Jaworowa, 1939 r.

Krystjo Petrow Sarafow (bułg. Кръстьо Петров Сарафов; ur. 6 kwietnia 1876 w Libjachowie, zm. 27 sierpnia 1952 w Sofii) – bułgarski aktor filmowy i teatralny. Członek Związku Aktorów w Bułgarii, założyciel Macedońskiego Instytutu Naukowego.

## Życiorys
Urodził się w Libjachowie (dzisiejszy Ilinden). Jego matka prała ubrania nad brzegiem rzeki Mytnica, po wypraniu rozwiesiła odzież do suszenia, ale złapały ją bóle porodowe. Spanikowana wzięła mokre ubrania do kosza i zaczęła biec w stronę swojego domu, lecz po krótkim czasie zmuszona była sama urodzić na piasku przy rzece. Jego ojciec Petyr był nauczycielem odrodzenia bułgarskiego, a wuj Kosta i dziadek Chariton Karłuzow byli przywódcami walki o niezależność bułgarskiej cerkwi w Newrokołsku i Seresie. Miał starszych braci i siostrę, Angeł był oficerem, Petko – inżynierem, Boris – rewolucjonistą, Złata – doktorem i członkinią Macedońskiego Związku Kobiet. Jego kuzyn Dimityr Stojkow był podpułkownikiem.
Rodzice sprzeciwiali się zamiarom syna, który chciał zostać aktorem. Wysłali go do szkoły w Ordinie, w Turcji, aby zapomniał o teatrze. Gdy po ukończeniu Bułgarskiego Ordińskiego Męskiego Gimnazjum Krystjo wrócił do Bułgarii, wziął udział w konkursie na zagraniczne stypendia sztuki dramatycznej. Zostały przyjęte tylko 4 osoby z 60 zainteresowanych, a wśród nich znalazł się Sarafow.
Wyjechał do Sankt Petersburga w 1899 roku, ucząc się w prywatnej dramatycznej szkole. Sfrustrowany systemem nauczania, przeniósł się do Imperatorskiej Szkoły Teatralnej, zakończywszy ją z wyróżnieniem. Zadebiutował w 1899 roku w rosyjskim Teatrze Syłza i Smjach wcielając się w rolę Borisa Godunowa w dramacie Wasilisa Mielentjewa Aleksandra Ostrowskiego, po czym wrócił do Bułgarii.
Następnie regularnie grał w Teatrze Narodowym Iwana Wazowa. Najbardziej zasłynął, grając w spektaklach Cyrano de Bergerac Edmonda Rostanda, Świętoszek Moliera, Mądremu biada lub Biada temu, kto ma rozum Aleksandra Gribojedowa. W 1918 roku zagrał pierwszą rolę w filmie Decata na bałkana reżyserii Keworka Kujumdżijana.
W 1951 roku na jego cześć nazwano Narodową Akademię Sztuki Teatralnej w Sofii.
Krystjo Sarafow w 1923 roku założył Macedoński Instytut Naukowy. Zmarł w 1952 roku w Sofii, w wieku 76 lat.

## Filmografia

### Kino
| Rok  | Tytuł              | Rola          |
| ---- | ------------------ | ------------- |
| 1918 | Decata na bałkana  | Dragan        |
| 1931 | Bezkrystni grobowe | Dojczin       |
| 1942 | Izpitanije         | Kosta Kamenow |